# Amanda Ilestedt
Amanda Ilestedt és una defensa de futbol amb 11 internacionalitats per Suècia, amb la qual ha arribat a les semifinals de l'Eurocopa 2013 i ha jugat el Mundial 2015. Amb la sub-19 va ser campiona d'Europa al 2012.

## Trajectòria
| Temporades  | Lliga             | Club                 | P   | G  | Actualitzat |
| ----------- | ----------------- | -------------------- | --- | -- | ----------- |
| 2008 - 2009 | D3                | Karlskrona FF        |     |    |             |
| 2010 - act. | D1                | FC Rosengard         | 137 | 09 | 19/11/2016  |
| 2011        | D2                | Vittsjö GIK (cessió) | 01  | 0  |             |
|             |                   |                      |     |    |             |
| 2009 - 2010 | Selecció sub-17   | Selecció sub-17      | 015 | 01 |             |
| 2010 - 2012 | Selecció sub-19   | Selecció sub-19      | 032 | 02 |             |
| 2013 - act. | Selecció absoluta | Selecció absoluta    | 014 | 02 | 19/11/2016  |

## Palmarès
| Títols — Seleccions nacionals            |
| 1 Eurocopa sub-19                        |
| Títols — Clubs                           |
| 5 Lligues                                |
| 3 Supercopes                             |
| Reconeixements — Premis                  |
|                                          |
| Reconeixements — Seleccions de jugadores |
|                                          |